# Hotel Britania

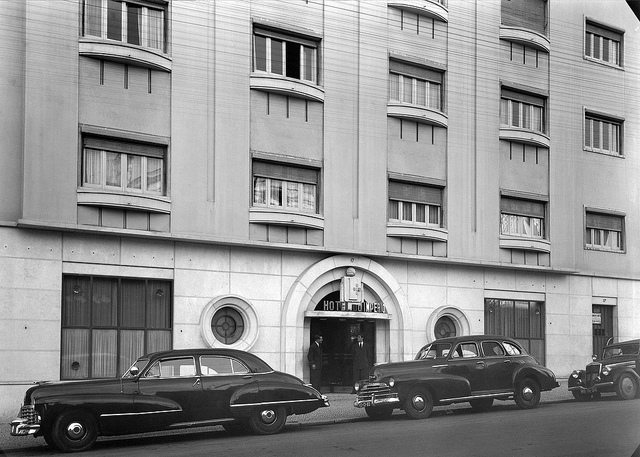
Hotel do Império, hoje Britania, nos anos 40.

O Hotel Britania abriu as portas a 13 de Outubro de 1944 na Rua Rodrigues Sampaio, 17 em Lisboa. Inicialmente com nome de Hotel do Império foi projectado pelo arquitecto modernista Cassiano Branco.

## O Edifício

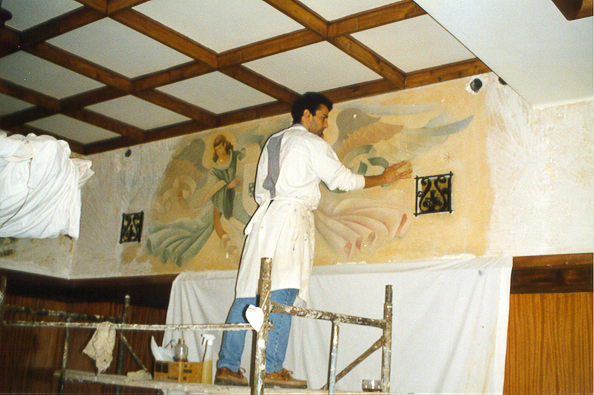
Restauro dos frescos - Anjos de Portugal
Bar do Hotel Britania na década de 90

O carácter inovador do hotel, projectado pelo arquitecto modernista Cassiano Branco, passava pela estrutura do edifício de 5 andares, em betão armado, com paredes duplas e cobertura em terraço, e pelo sistema de alojamento que oferecia pequenos apartamentos constituídos por antecâmara, saleta, quarto e casa de banho privada, estrutura inédita na época em Portugal.
Durante três décadas o hotel permaneceu praticamente inalterado. Em meados dos anos 70 passou a chamar-se Britania e sofreu mudanças significativas mantendo-se,no entanto, intacta a estrutura do edifício.
Na década de 90 iniciaram-se trabalhos profundos de restauro com vista a recuperar o belo edifício Art Déco. Foram recuperados pavimentos, estuques, mobiliário bem como os frescos da Recepção e do Bar alusivos ao Império e à Exposição do Mundo Português.
Reconhecendo o valor do edifício enquanto objecto arquitectónico de qualidade, a Direcção Geral do Turismo atribuiu-lhe, em Março de 1995, a classificação de Imóvel de Relevante Valor Arquitectónico e posteriormente, em 1998 a classificação de Relevante Interesse Histórico-Cultural.
Em 1999, João Soares, então presidente da Câmara de Lisboa, atribuiu o Prémio Municipal Eugénio dos Santos
Em 2004, comemorando os 60 anos do hotel, foi restaurado o chão original dos quartos, executado em 1944 em mosaico de cortiça pela Fábrica Mundet.
No terraço, ocupado desde os anos 60 com diversas construções de carácter precário, construiu-se, em 2005, um piso recuado. O projecto, da autoria do atelier Promontório Arquitectos, recuperou o sentido do “moderno” expresso na arquitectura de Cassiano Branco.Em 2010 foi considerado pelo jornal britânico Guardian um dos quatro melhores hotéis estilo Art Déco da Europa e em 2019 o jornal Telegraph incluiu-o na lista dos "the world´s most amazing Art Deco hotels".

## As Vivências
Nos anos 40/50 o Hotel do Império era considerado, juntamente com o Hotel Aviz, um dos melhores hotéis de Lisboa. A cozinha do Hotel do Império era, segundo o testemunho do Chefe Silva “um templo da gastronomia e uma verdadeira Escola” onde se formaram muitos dos futuros grandes Chefes. Manuel Ferreira, Joaquim Sousa Pereira e Manuel Afonso, foram alguns dos nomes dos Chefes do Império com quem, o então jovem aspirante a Chefe, António da Silva, muito aprendeu.

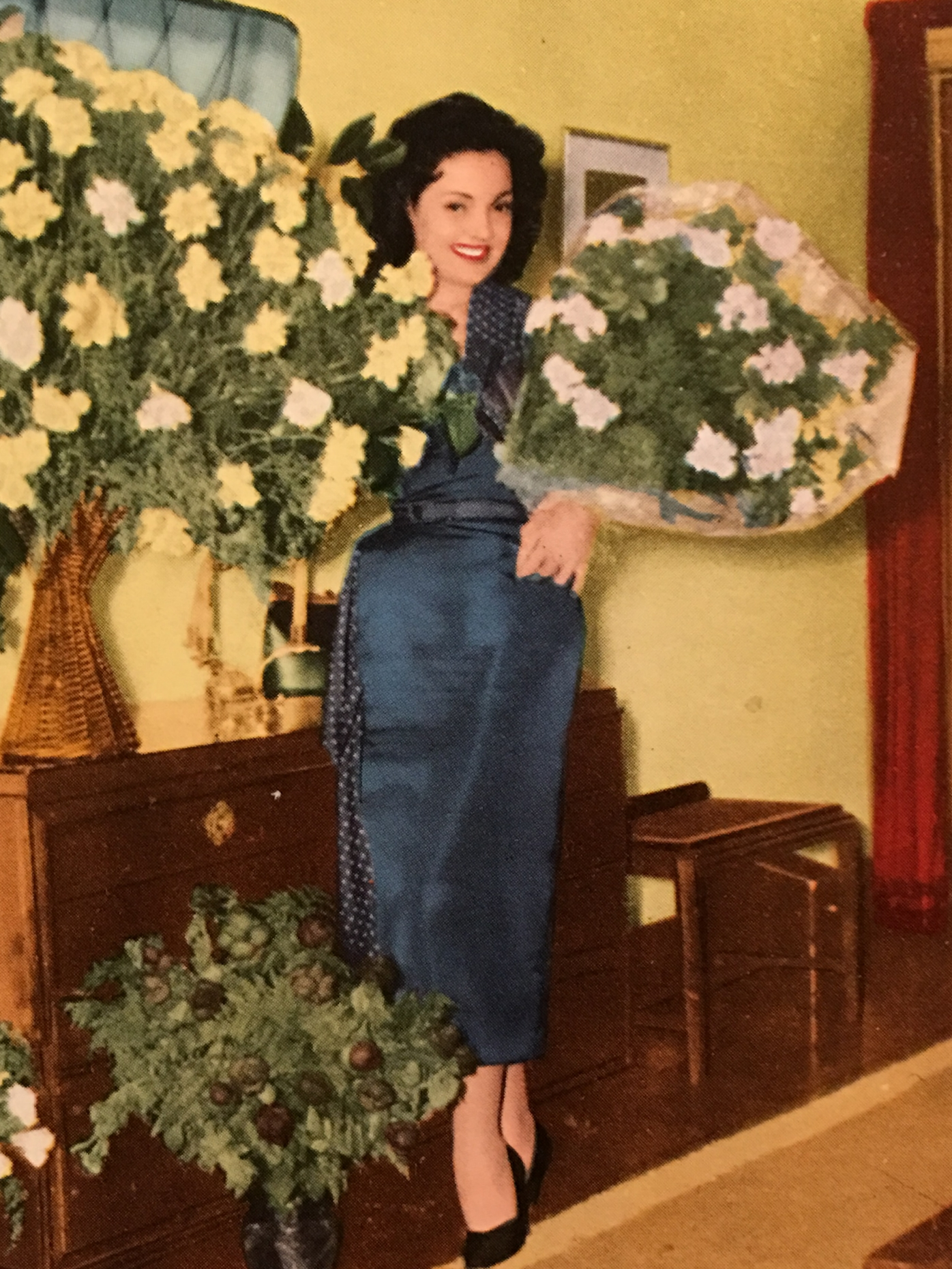
Carmen Sevilla no Hotel do Império em 1954 quando esteve em Lisboa para a apresentação do seu filme Violetas Imperiais.

Nessa época eram clientes e frequentadores do hotel, entre muitos, Manuel Fontes Pereira de Melo e sua mulher Rita, Tomás Ribas, Francisco de Sousa Tavares, Sofia de Mello Breyner, Conde da Covilhã, Conde da Lousã, ou o magnate Patiño. A atriz espanhola Carmen Sevilla hospedou-se também no Hotel do Império em 1954 quando esteve em Lisboa para a apresentação e estreia, no Cinema Odéon, do seu filme Violetas Imperiais.
A “poeta” Natália Correia, casada desde 1950 com Alfredo Machado, gerente e dono do hotel, passou a residir no 5º andar do nr. 52 da mesma rua do hotel. O Hotel do Império era uma “extensão” da casa de Natália Correia: as célebres ceias que aí eram servidas, vinham do Império, do outro lado da rua e o ambiente intelectual, político e mesmo boémio que se viveu nessa década no hotel deveu-se, em parte, à assídua presença de Natália Correia e dos seus amigos.
“Jogava-se a dinheiro, numa roleta clandestina montada no último andar do Hotel do Império (…). Eram noites animadas que se espraiavam para as tertúlias no apartamento que o casal tinha do outro lado da rua, na mesma Rodrigues Sampaio, num vaivém constante dos empregados do hotel com bandejas com comida”. (…). Luiz Pacheco  “chegava muitas vezes de pasta e, à saída, abria-a, metendo lá dentro uma lagosta”, refere Fernando Dacosta.
Nas décadas seguintes eram clientes habituais do bar do hotel os escritores e jornalistas Assis Pacheco, Cardoso Pires, Batista Bastos e Joaquim Letria. O arquitecto Jorge Segurado e o actor Raul Solnado também faziam parte da “Tertúlia do Britania”. O poeta brasileiro Vinícius de Moraes hospedou-se neste hotel quando veio a Portugal em 1968 e 1969 a convite de Jaime Mourão Ferreira para realizar alguns shows no novíssimo Teatro Villaret, que pertencia a Raul Solnado. Segundo este, na madrugada de 28 de Fevereiro de 1969, Vinícius de Moraes regressava ao hotel do Império quando se deu um terramoto de magnitude 7.9 na escala de Richter que abalou toda a cidade. Vinícius terá escrito no hotel, nessa mesma noite, o poema “Lisboa tem terremoto…” onde enaltece a cidade e algumas das figuras que conheceu nessa época em Lisboa, nomeadamente o actor Nicolau Breyner que conheceu no Bar do Hotel do Império. Nos dias de hoje, a atriz brasileira  Irene Ravache e o escritor  Helder Macedo são também clientes do hotel.
Em 2019 o Hotel Britania comemora 75 anos de contínua actividade hoteleira.